# 海德布魯赫河
51°5′23.9″N 7°32′6.6″E / 51.089972°N 7.535167°E
海德布魯赫河（德語：Heiderbruch），是德國的河流，位於該國西部，處於北萊茵-威斯特法倫州，屬於伍珀河的右支流，河道全長0.8公里，發源自馬林海德。